# 亚历山德里亚-德拉罗卡
亚历山德里亚-德拉罗卡（義大利語：Alessandria della Rocca），是意大利西西里大区阿格里真托省的一个市镇。总面积61.88平方公里，人口3126人，人口密度50.5人/平方公里（2009年）。ISTAT代码为084002。